# Edward J. Ruppelt
Edward James Ruppelt (Iowa, 17 giugno 1923 – Long Beach, 15 settembre 1960) è stato un militare statunitense.
Ruppelt prestò servizio come ufficiale nell'U.S. Air Force. È molto conosciuto per avere preso parte al Progetto Blue Book, una commissione di inchiesta statunitense sugli UFO. Ruppelt è stato l'inventore del termine "UFO" (Unidentified Flying Object).

## Biografia
Ruppelt è nato in Iowa, dove ha trascorso la gioventù e compiuto gli studi . Ha studiato ingegneria aeronautica presso l'Iowa State College prima di arruolarsi nell'U.S. Air Force nel 1942. Ha preso parte alla seconda guerra mondiale, prestando servizio sui bombardieri e distinguendosi in combattimento, tanto da ricevere diverse medaglie. Dopo la guerra ha ripreso e completato i suoi studi di ingegneria. Allo scoppio della Guerra di Corea, è stato richiamato in servizio nell'aeronautica militare. Ruppelt fu assegnato all'Air Technical Intelligence Center (ATIC) presso la base aerea di Wright-Patterson, nell'Ohio. Questa base fu il quartier generale di due progetti di studio sugli UFO: il Progetto Sign (1947-1948) e il Progetto Grudge (1949-1951).
Dopo la chiusura del progetto Grudge fu avviato il Progetto Blue Book, di cui Ruppelt (allora capitano) venne nominato direttore, avendo la fama di essere un buon organizzatore. Il nome del progetto (Blue Book) fu scelto dallo stesso Ruppelt. Ruppelt apportò numerosi cambiamenti ai metodi di lavoro che avevano caratterizzato il precedente Progetto Grudge. Anzitutto razionalizzò il metodo con cui i casi di avvistamenti di UFO venivano descritti ed analizzati, anche per rendere le testimonianze meno ridicole agli occhi dei superiori. Cosciente del fatto che la faziosità di alcuni aveva rovinato il Progetto Sign, decise di reclutare per il Progetto Blue Book gente di mente aperta, ma obiettiva e rigorosa.
Si sforzò inoltre di evitare le speculazioni gratuite che avevano creato una spaccatura tra partigiani e detrattori dell'ipotesi extraterrestre nell'ambito del Progetto Sign. Inoltre cercò il consiglio e il sostegno di esperti e scienziati e curò i rapporti con i giornalisti facendo diramare comunicati stampa. Il suo contributo maggiore è consistito nell'avere fatto elaborare un questionario standard per i testimoni di avvistamenti di UFO, al fine di razionalizzare i dati e poterli consegnare ad esperti per fare analisi statistiche.
Ruppelt incaricò il Battelle Memorial Institute di creare tale questionario e informatizzare i dati raccolti. Grazie a questa procedura, l'Istituto Battelle ha potuto effettuare un grande studio statistico sui casi di UFO studiati dall'U.S. Air Force; tale studio è conosciuto come Project Blue Book Special Report n. 14. Sotto la direzione di Ruppelt, la commissione del Blue Book ha studiato casi di avvistamenti UFO molto famosi, come l'avvistamento di Lubbock e il Carosello di Washington, avvenuto nelle notti del 19 e 26 luglio del 1952, quando la capitale degli USA venne sorvolata da sfere luminose, avvistate dalla popolazione e da piloti di aerei e riscontrate da segnali radar.
Il 29 luglio Ruppelt partecipò alla più grande conferenza stampa tenutasi in USA dopo fine della Seconda Guerra Mondiale, incaricato di rassicurare l'opinione pubblica. Il fenomeno venne spiegato con "inversioni di temperatura" verificatesi nell'alta atmosfera, ma tale spiegazione fu contestata, in particolare dal fisico James McDonald. Nel 1953 il personale del progetto Blue Book fu ridotto da 10 a 3 persone. Ruppelt lasciò allora la direzione della Commissione e poco dopo si congedò anche dall'Aeronautica, andando a lavorare in un'industria aerospaziale.
Nel 1956 Ruppelt pubblicò il libro The Report on Unidentified Flying Objects, basato sulla sua esperienza nel Progetto Blue Book. Il libro è considerato uno dei più importanti della bibliografia ufologica, essendo scritto da un ex componente di una commissione ufficiale d'inchiesta. L'astronomo Josef Allen Hynek, consigliere scientifico del Progetto Blue Book, dichiarò che il libro di Rupplet era "una lettura obbligatoria per tutti quelli che si interessavano seriamente di UFO".
Nel suo libro, Ruppelt parlò del Progetto Grudge, esprimendo l'opinione che avesse uno scopo di insabbiamento (in proposito egli scrisse: "con il cambiamento del nome e del personale, venne il cambiamento di obiettivo, che era quello di sbarazzarsi degli UFO. Ciò non era scritto da nessuna parte, ma ha richiesto un piccolo sforzo per vedere che era questo il suo vero obiettivo. Ciò traspare da ciascun memorandum, rapporto o direttiva") e del Progetto Blue Book, a proposito del quale offrì le sue conclusioni su alcuni casi di UFO, includendo una parte di quelli clamorosi e non spiegati. Egli rivelò anche l'esistenza di documenti e studi riservati, tra cui il Giurì Robertson. Ruppelt si dichiarò convinto della reale esistenza degli UFO e concluse il libro con questa frase: "Può darsi che la Terra sia visitata da astronavi interplanetarie. Solo il futuro ce lo chiarirà".
Nel 1959, il libro uscì in una seconda edizione, arricchita da tre nuovi capitoli in cui Ruppelt si dichiarò d'accordo con la versione ufficiale dell'U.S. Air Force. In particolare egli scrisse: "Noi siamo prigionieri del nostro mito dell'era spaziale: gli UFO". Secondo Donald Keyhoe, direttore del NICAP, Ruppelt cambiò posizione perché fu vittima di pressioni da parte dell'Aeronautica militare. L'ufologo Jerome Clark ritiene invece che Ruppelt rivide la sua posizione dopo avere preso conoscenza del movimento dei contattisti, che pretendevano di avere contatti con gli extraterrestri. Ruppelt morì in California per un attacco cardiaco nel 1960, all'età di 37 anni.

## Onorificenze
- 2 Distinguished Flying Cross
- 3 Air Medal
- 5 Service star